# Hypobathrum sampitense
Hypobathrum sampitense är en måreväxtart som beskrevs av Mulyan. och Colin Ernest Ridsdale. Hypobathrum sampitense ingår i släktet Hypobathrum och familjen måreväxter. Inga underarter finns listade i Catalogue of Life.